# Tvrdkov
Tvrdkov település Csehországban, a Bruntáli járásban. Tvrdkov Oskava, Šumvald, Dlouhá Loučka és Horní Město településekkel határos. Lakosainak száma 238 fő (2024. január 1.).

## Népesség
A település lakosságának változását az alábbi diagram mutatja:
| Lakosok száma | 1647 | 1524 | 1227 | 527  | 346  | 253  | 236  | 228  | 239  | 238  |
|               | 1869 | 1890 | 1921 | 1950 | 1980 | 2001 | 2017 | 2019 | 2022 | 2024 |